# Wrightsville Beach
Pour les articles homonymes, voir Wrightsville.
Wrightsville Beach est une station balnéaire située au nord de Wilmington, en Caroline du Nord, aux États-Unis. Cette ville est très souvent soumise à des ouragans et à leur onde de tempête mortels du fait de sa position très proche de l'océan. Elle reste une des principales destinations pour les vacances des habitants de la région.

## Démographie
| 1900 | 1910 | 1920 | 1930 | 1940 | 1950 |
| ---- | ---- | ---- | ---- | ---- | ---- |
| 22   | 54   | 20   | 109  | 252  | 711  |

| 1960 | 1970  | 1980  | 1990  | 2000  | 2010  |
| ---- | ----- | ----- | ----- | ----- | ----- |
| 723  | 1 701 | 2 910 | 2 937 | 2 593 | 2 477 |